# Piłka ręczna na Letnich Igrzyskach Olimpijskich 2024 – światowe turnieje kwalifikacyjne
Światowe turnieje kwalifikacyjne do olimpijskiego turnieju piłki ręcznej 2024 miały na celu wyłonienie męskich i żeńskich reprezentacji narodowych w piłce ręcznej, które wystąpią w tym turnieju. Były one ostatnią fazą eliminacji dla zespołów, które do tej pory nie uzyskały kwalifikacji i zostały zorganizowane w marcu i kwietniu 2024 roku.
Zgodnie z systemem kwalifikacji zarówno w zawodach kobiet, jak i mężczyzn, miało wziąć udział dwanaście zespołów, które uzyskały prawo występu w nich dzięki zajęciu wysokiego miejsca w mistrzostwach świata lub odpowiednim kontynentalnym turnieju kwalifikacyjnym. Rozstawiona została czołowa szóstka mistrzostw świata, która do tej pory nie uzyskała awansu na igrzyska, a dołączy do nich sześć drużyn wyznaczonych ze względu na kryterium geograficzne. Uprawione do tych miejsc będą najwyżej uplasowane zespoły z kontynentalnych kwalifikacji, które do tej pory nie awansowały ani do igrzysk, ani do światowego turnieju kwalifikacyjnego – uszeregowane według siły kontynentu mierzonej kolejnością najlepszych ich zespołów podczas rozegranych w 2019 roku mistrzostw świata. Zawody zostaną przeprowadzone systemem kołowym w ramach trzech czterozespołowych grup, a awans na Igrzyska Olimpijskie 2024 uzyskają po dwie czołowe reprezentacje z każdej z grup.
Terminy przeprowadzenia światowych turniejów kwalifikacyjnych zostały ustalone z końcem lipca 2023 roku, a pełna obsada była znana po zakończeniu żeńskich mistrzostw świata w grudniu 2023 roku i męskich czempionatów w Europie, Afryce i Azji w styczniu 2024 roku. Miejsca ich rozegrania zostały ogłoszone pod koniec grudnia 2023 roku i na początku lutego 2024 roku, a w drugiej połowie tegoż miesiąca także szczegółowe ich harmonogramy oraz obsada sędziowska. Mecze transmitowało kilkanaście stacji telewizyjnych, a poza tymi krajami dostępne były na oficjalnym kanale YouTube IHF.
W turnieju męskim zdecydowanymi faworytami do awansu były europejskie reprezentacje i zgodnie z przewidywaniami uzyskały one wszystkie sześć miejsc dające prawo występu na igrzyskach. Obsada zawodów żeńskich natomiast zmieniła się na kilka dni przed jego rozpoczęciem – na turnieju I z powodu problemów z wizami nie mogła zjawić się reprezentacja Kamerunu, żaden z afrykańskich zespołów, z którymi kontaktowała się IHF, nie mógł przyjąć zaproszenia z uwagi na brak czasu na przygotowania i podróż, zatem światowa federacja postanowiła przyznać dziką kartę. Aby utrzymać balans jakościowy uczestniczących zespołów oraz schemat rozgrywek bez zmian, IHF zdecydowała przyznać ją Wielkiej Brytanii – wybranej z grona rozwijających się reprezentacji – która wyraziła chęć i możliwość przyjazdu na Węgry. Również i w tych zawodach faworyzowane były zespoły z Europy i to one awansowały na paryskie igrzyska.

## Mężczyźni
| Turniej I | Turniej II | Turniej III |
| --- | --- | --- |
| - 3. miejsce MŚ 2023: Hiszpania - 10. miejsce MŚ 2023: Słowenia - 2. miejsce turnieju azjatyckiego 2023: Bahrajn - 2. miejsce IP 2023: Brazylia | - 5. miejsce MŚ 2023: Niemcy - 9. miejsce MŚ 2023: Chorwacja - 2. miejsce MAf 2024: Algieria - 8. miejsce ME 2024: Austria | - 6. miejsce MŚ 2023: Norwegia - 8. miejsce MŚ 2023: Węgry - 7. miejsce ME 2024: Portugalia - 3. miejsce MAf 2024: Tunezja |

### Turniej I
| 14 marca 202418:30 | Hiszpania | 39:27(18:11) | Bahrajn | Palau d'Esports, Granollers Widzów: 2 132 Sędzia: Bíró, Kiss |
| 14 marca 202418:30 |           | 39:27(18:11) |         | Palau d'Esports, Granollers Widzów: 2 132 Sędzia: Bíró, Kiss |

| 14 marca 202421:00 | Słowenia | 27:26(13:12) | Brazylia | Palau d'Esports, Granollers Widzów: 1 968 Sędzia: Belkhiri, Hamidi |
| 14 marca 202421:00 |          | 27:26(13:12) |          | Palau d'Esports, Granollers Widzów: 1 968 Sędzia: Belkhiri, Hamidi |

| 15 marca 202418:30 | Bahrajn | 24:25(14:11) | Brazylia | Palau d'Esports, Granollers Widzów: 1 980 Sędzia: Bonaventura, Bonaventura |
| 15 marca 202418:30 |         | 24:25(14:11) |          | Palau d'Esports, Granollers Widzów: 1 980 Sędzia: Bonaventura, Bonaventura |

| 15 marca 202421:00 | Hiszpania | 32:22(20:13) | Słowenia | Palau d'Esports, Granollers Widzów: 5 500 Sędzia: Horáček, Novotný |
| 15 marca 202421:00 |           | 32:22(20:13) |          | Palau d'Esports, Granollers Widzów: 5 500 Sędzia: Horáček, Novotný |

| 17 marca 202415:15 | Słowenia | 32:26(17:12) | Bahrajn | Palau d'Esports, Granollers Widzów: 1 744 Sędzia: Bíró, Kiss |
| 17 marca 202415:15 |          | 32:26(17:12) |         | Palau d'Esports, Granollers Widzów: 1 744 Sędzia: Bíró, Kiss |

| 17 marca 202417:45 | Brazylia | 26:28(14:14) | Hiszpania | Palau d'Esports, Granollers Widzów: 5 920 Sędzia: Bonaventura, Bonaventura |
| 17 marca 202417:45 |          | 26:28(14:14) |           | Palau d'Esports, Granollers Widzów: 5 920 Sędzia: Bonaventura, Bonaventura |

### Turniej II
| 14 marca 202417:45 | Niemcy | 41:29(16:13) | Algieria | ZAG-Arena, Hanower Widzów: 10 099 Sędzia: Lenci, López |
| 14 marca 202417:45 |        | 41:29(16:13) |          | ZAG-Arena, Hanower Widzów: 10 099 Sędzia: Lenci, López |

| 14 marca 202420:15 | Chorwacja | 35:29(16:16) | Austria | ZAG-Arena, Hanower Widzów: 10 099 Sędzia: Kleven, Jørum |
| 14 marca 202420:15 |           | 35:29(16:16) |         | ZAG-Arena, Hanower Widzów: 10 099 Sędzia: Kleven, Jørum |

| 16 marca 202414:30 | Niemcy | 30:33(10:16) | Chorwacja | ZAG-Arena, Hanower Widzów: 10 099 Sędzia: García, Marín |
| 16 marca 202414:30 |        | 30:33(10:16) |           | ZAG-Arena, Hanower Widzów: 10 099 Sędzia: García, Marín |

| 16 marca 202417:30 | Algieria | 26:41(13:20) | Austria | ZAG-Arena, Hanower Widzów: 10 099 Sędzia: Hansen, Madsen |
| 16 marca 202417:30 |          | 26:41(13:20) |         | ZAG-Arena, Hanower Widzów: 10 099 Sędzia: Hansen, Madsen |

| 17 marca 202414:10 | Austria | 31:34(15:18) | Niemcy | ZAG-Arena, Hanower Widzów: 10 099 Sędzia: Hansen, Madsen |
| 17 marca 202414:10 |         | 31:34(15:18) |        | ZAG-Arena, Hanower Widzów: 10 099 Sędzia: Hansen, Madsen |

| 17 marca 202416:45 | Chorwacja | 34:22(15:11) | Algieria | ZAG-Arena, Hanower Widzów: 10 099 Sędzia: Lenci, López |
| 17 marca 202416:45 |           | 34:22(15:11) |          | ZAG-Arena, Hanower Widzów: 10 099 Sędzia: Lenci, López |

### Turniej III
| 14 marca 202418:30 | Norwegia | 32:29(18:13) | Portugalia | Tatabányai Multifunkcionális Sportcsarnok, Tatabánya Widzów: 2 640 Sędzia: Lah, Sok |
| 14 marca 202418:30 |          | 32:29(18:13) |            | Tatabányai Multifunkcionális Sportcsarnok, Tatabánya Widzów: 2 640 Sędzia: Lah, Sok |

| 14 marca 202421:00 | Węgry | 33:24(17:10) | Tunezja | Tatabányai Multifunkcionális Sportcsarnok, Tatabánya Widzów: 4 975 Sędzia: Pavićević, Ražnatović |
| 14 marca 202421:00 |       | 33:24(17:10) |         | Tatabányai Multifunkcionális Sportcsarnok, Tatabánya Widzów: 4 975 Sędzia: Pavićević, Ražnatović |

| 16 marca 202417:00 | Portugalia | 37:29(18:12) | Tunezja | Tatabányai Multifunkcionális Sportcsarnok, Tatabánya Widzów: 3 000 Sędzia: Schulze, Tönnies |
| 16 marca 202417:00 |            | 37:29(18:12) |         | Tatabányai Multifunkcionális Sportcsarnok, Tatabánya Widzów: 3 000 Sędzia: Schulze, Tönnies |

| 16 marca 202419:30 | Norwegia | 29:25(16:13) | Węgry | Tatabányai Multifunkcionális Sportcsarnok, Tatabánya Widzów: 6 000 Sędzia: Nachevski, Nikolov |
| 16 marca 202419:30 |          | 29:25(16:13) |       | Tatabányai Multifunkcionális Sportcsarnok, Tatabánya Widzów: 6 000 Sędzia: Nachevski, Nikolov |

| 17 marca 202418:30 | Tunezja | 24:41(12:20) | Norwegia | Tatabányai Multifunkcionális Sportcsarnok, Tatabánya Widzów: 3 500 Sędzia: Pavićević, Ražnatović |
| 17 marca 202418:30 |         | 24:41(12:20) |          | Tatabányai Multifunkcionális Sportcsarnok, Tatabánya Widzów: 3 500 Sędzia: Pavićević, Ražnatović |

| 17 marca 202421:00 | Węgry | 30:27(16:16) | Portugalia | Tatabányai Multifunkcionális Sportcsarnok, Tatabánya Widzów: 6 000 Sędzia: Schulze, Tönnies |
| 17 marca 202421:00 |       | 30:27(16:16) |            | Tatabányai Multifunkcionális Sportcsarnok, Tatabánya Widzów: 6 000 Sędzia: Schulze, Tönnies |

## Kobiety
| Turniej I | Turniej II | Turniej III |
| --- | --- | --- |
| - 4. miejsce MŚ 2023: Szwecja - 10. miejsce MŚ 2023: Węgry - 2. miejsce turnieju afrykańskiego 2023: Kamerun - 2. miejsce turnieju azjatyckiego 2023: Japonia - dzika karta: Wielka Brytania | - 5. miejsce MŚ 2023: Holandia - 8. miejsce MŚ 2023: Czechy - 2. miejsce IP 2023: Argentyna - 9. miejsce ME 2022: Hiszpania | - 6. miejsce MŚ 2023: Niemcy - 7. miejsce MŚ 2023: Czarnogóra - 8. miejsce ME 2022: Słowenia - 3. miejsce IP 2023: Paragwaj |

### Turniej I
| 11 kwietnia 202418:30 | Czechy | 21:31(10:19) | Hiszpania | Palacio de Deportes, Torrevieja Widzów: 2 780 Sędzia: A. Konjičanin, D. Konjičanin |
| 11 kwietnia 202418:30 |        | 21:31(10:19) |           | Palacio de Deportes, Torrevieja Widzów: 2 780 Sędzia: A. Konjičanin, D. Konjičanin |

| 11 kwietnia 202421:00 | Holandia | 34:22(19:16) | Argentyna | Palacio de Deportes, Torrevieja Widzów: 530 Sędzia: Kurtagic, Wetterwik |
| 11 kwietnia 202421:00 |          | 34:22(19:16) |           | Palacio de Deportes, Torrevieja Widzów: 530 Sędzia: Kurtagic, Wetterwik |

| 12 kwietnia 202418:30 | Holandia | 32:18(18:6) | Czechy | Palacio de Deportes, Torrevieja Widzów: 1 240 Sędzia: H. El-Saied, Y. El-Saied |
| 12 kwietnia 202418:30 |          | 32:18(18:6) |        | Palacio de Deportes, Torrevieja Widzów: 1 240 Sędzia: H. El-Saied, Y. El-Saied |

| 12 kwietnia 202421:00 | Argentyna | 23:26(14:14) | Hiszpania | Palacio de Deportes, Torrevieja Widzów: 3 625 Sędzia: Sekulić, Jovandić |
| 12 kwietnia 202421:00 |           | 23:26(14:14) |           | Palacio de Deportes, Torrevieja Widzów: 3 625 Sędzia: Sekulić, Jovandić |

| 14 kwietnia 202415:30 | Czechy | 41:33(23:16) | Argentyna | Palacio de Deportes, Torrevieja Widzów: 1 630 Sędzia: H. El-Saied, Y. El-Saied |
| 14 kwietnia 202415:30 |        | 41:33(23:16) |           | Palacio de Deportes, Torrevieja Widzów: 1 630 Sędzia: H. El-Saied, Y. El-Saied |

| 14 kwietnia 202418:00 | Hiszpania | 26:27(15:15) | Holandia | Palacio de Deportes, Torrevieja Widzów: 3 875 Sędzia: Kurtagic, Wetterwik |
| 14 kwietnia 202418:00 |           | 26:27(15:15) |          | Palacio de Deportes, Torrevieja Widzów: 3 875 Sędzia: Kurtagic, Wetterwik |

### Turniej II
| 11 kwietnia 202415:30 | Węgry | 49:11(24:6) | Wielka Brytania | Főnix Csarnok, Debreczyn Widzów: 2 189 Sędzia: Lemes, Sosa |
| 11 kwietnia 202415:30 |       | 49:11(24:6) |                 | Főnix Csarnok, Debreczyn Widzów: 2 189 Sędzia: Lemes, Sosa |

| 11 kwietnia 202418:00 | Szwecja | 35:28(17:13) | Japonia | Főnix Csarnok, Debreczyn Widzów: 1 643 Sędzia: Brunner, Salah |
| 11 kwietnia 202418:00 |         | 35:28(17:13) |         | Főnix Csarnok, Debreczyn Widzów: 1 643 Sędzia: Brunner, Salah |

| 12 kwietnia 202418:00 | Szwecja | 25:28(11:15) | Węgry | Főnix Csarnok, Debreczyn Widzów: 3 679 Sędzia: Kuttler, Merz |
| 12 kwietnia 202418:00 |         | 25:28(11:15) |       | Főnix Csarnok, Debreczyn Widzów: 3 679 Sędzia: Kuttler, Merz |

| 12 kwietnia 202420:30 | Japonia | 43:16(25:9) | Wielka Brytania | Főnix Csarnok, Debreczyn Widzów: 694 Sędzia: García, Paolantoni |
| 12 kwietnia 202420:30 |         | 43:16(25:9) |                 | Főnix Csarnok, Debreczyn Widzów: 694 Sędzia: García, Paolantoni |

| 14 kwietnia 202416:45 | Wielka Brytania | 8:52(6:26) | Szwecja | Főnix Csarnok, Debreczyn Widzów: 1 222 Sędzia: Lemes, Sosa |
| 14 kwietnia 202416:45 |                 | 8:52(6:26) |         | Főnix Csarnok, Debreczyn Widzów: 1 222 Sędzia: Lemes, Sosa |

| 14 kwietnia 202419:15 | Węgry | 37:28(18:11) | Japonia | Főnix Csarnok, Debreczyn Widzów: 4 242 Sędzia: García, Paolantoni |
| 14 kwietnia 202419:15 |       | 37:28(18:11) |         | Főnix Csarnok, Debreczyn Widzów: 4 242 Sędzia: García, Paolantoni |

### Turniej III
| 11 kwietnia 202417:45 | Niemcy | 31:25(17:14) | Słowenia | Arena Ulm/Neu-Ulm, Neu-Ulm Widzów: 4 026 Sędzia: Lovin, Stancu |
| 11 kwietnia 202417:45 |        | 31:25(17:14) |          | Arena Ulm/Neu-Ulm, Neu-Ulm Widzów: 4 026 Sędzia: Lovin, Stancu |

| 11 kwietnia 202420:15 | Czarnogóra | 30:25(17:12) | Paragwaj | Arena Ulm/Neu-Ulm, Neu-Ulm Widzów: 5 500 Sędzia: Koo, Lee |
| 11 kwietnia 202420:15 |            | 30:25(17:12) |          | Arena Ulm/Neu-Ulm, Neu-Ulm Widzów: 5 500 Sędzia: Koo, Lee |

| 13 kwietnia 202414:15 | Niemcy | 28:24(11:7) | Czarnogóra | Arena Ulm/Neu-Ulm, Neu-Ulm Widzów: 4 269 Sędzia: Álvarez, Bustamante |
| 13 kwietnia 202414:15 |        | 28:24(11:7) |            | Arena Ulm/Neu-Ulm, Neu-Ulm Widzów: 4 269 Sędzia: Álvarez, Bustamante |

| 13 kwietnia 202416:45 | Słowenia | 32:14(17:8) | Paragwaj | Arena Ulm/Neu-Ulm, Neu-Ulm Widzów: 1 800 Sędzia: K. Gasmi, R. Gasmi |
| 13 kwietnia 202416:45 |          | 32:14(17:8) |          | Arena Ulm/Neu-Ulm, Neu-Ulm Widzów: 1 800 Sędzia: K. Gasmi, R. Gasmi |

| 14 kwietnia 202413:30 | Paragwaj | 20:37(13:19) | Niemcy | Arena Ulm/Neu-Ulm, Neu-Ulm Widzów: 4 294 Sędzia: Lovin, Stancu |
| 14 kwietnia 202413:30 |          | 20:37(13:19) |        | Arena Ulm/Neu-Ulm, Neu-Ulm Widzów: 4 294 Sędzia: Lovin, Stancu |

| 14 kwietnia 202416:00 | Czarnogóra | 26:30(11:14) | Słowenia | Arena Ulm/Neu-Ulm, Neu-Ulm Widzów: 2 900 Sędzia: K. Gasmi, R. Gasmi |
| 14 kwietnia 202416:00 |            | 26:30(11:14) |          | Arena Ulm/Neu-Ulm, Neu-Ulm Widzów: 2 900 Sędzia: K. Gasmi, R. Gasmi |